# Sepak takraw

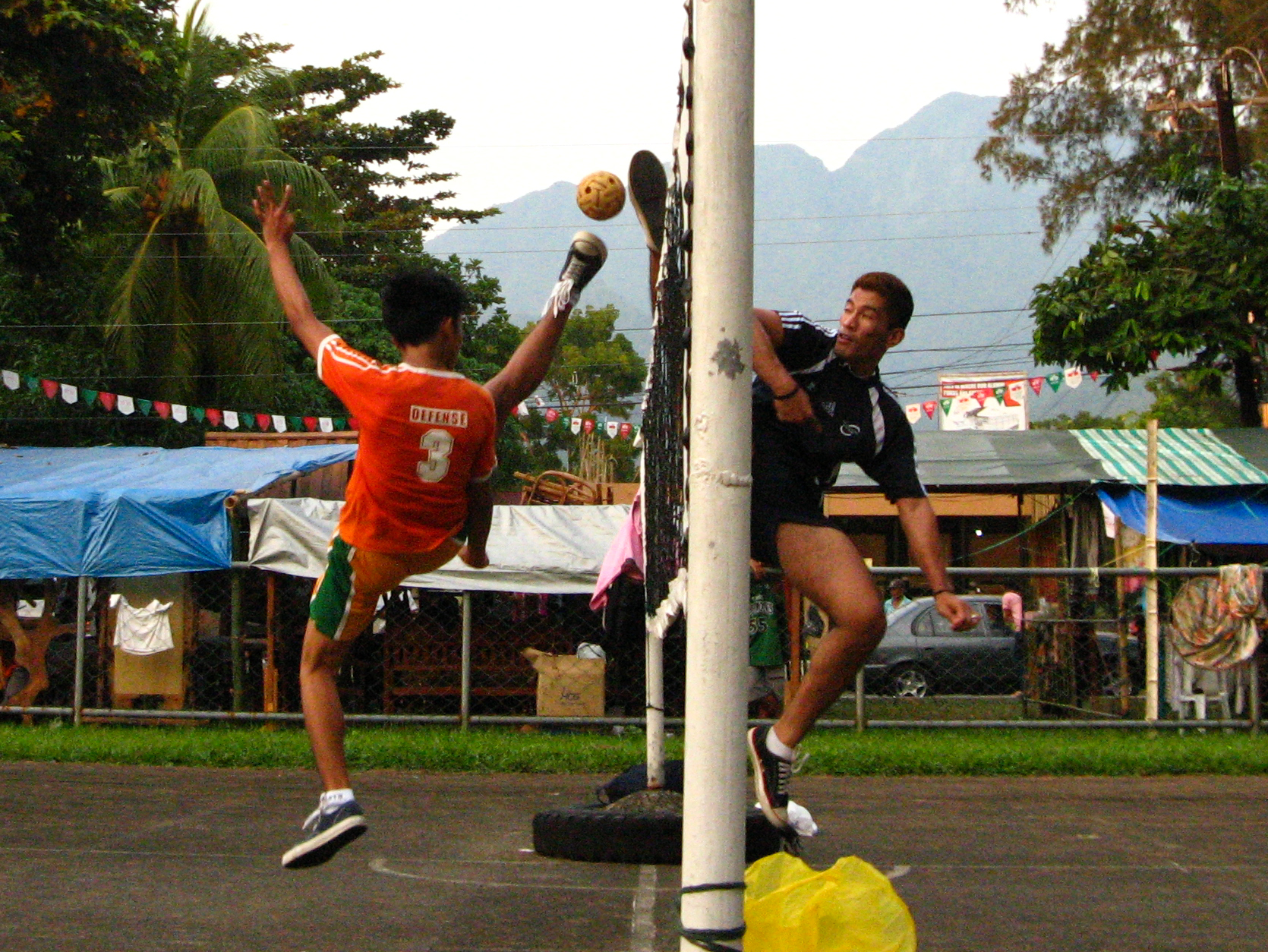
Jogo de sepaktakraw

O sepak takraw (pronunciado de preferência AFI: [seˈpak taˈkro]) (voleibol de pontapé, ou simplesmente takraw) é um desporto nativo do Sudeste Asiático, similar ao voleibol, mas no qual se utiliza uma bola de Ratã (espécie de bambu) e não é permitido usar as mãos ou o braço. Misto entre futebol e voleibol, é um desporto muito popular na Tailândia, Camboja, Malásia, Laos e Indonésia. O desporto terá surgido há mais de 500 anos no Sudeste da Ásia.
Tradicionalmente o takraw, como também é conhecido, era jogado em círculo onde um jogador passava a bola a outro sem deixá-la cair. No primeiro quarto do século passado, um grupo de entusiastas do esporte introduziu o uso da rede e estabeleceu regras para torná-lo mais atrativo.

## Sobre
, dividindo a quadra, em seu comprimento, em duas metades iguais.
O principal objetivo do jogo é passar a bola sobre a rede utilizando qualquer parte do corpo, exceto mãos e braços. Como no voleibol, se a bola tocar na quadra é encerrada a disputa daquele ponto.
Cada equipe é composta por três jogadores. São permitidos no máximo três toques antes de passar a bola para o lado adversário da quadra, sendo que, um mesmo jogador pode, sozinho, executar estes três toques. É permitido bloquear, desde que mãos e braços não toquem a bola e o jogador não toque a rede.
Devido às características do jogo o Brasil possui grandes jogadores “importados” de outras modalidades esportivas como o futevôlei, capoeira e também do futebol. Essa facilidade em dominar a bola e executar acrobacias fez com que, por três ocasiões 2000, 2003 e 2007, o Brasil se tornasse campeão mundial em sua categoria na Copa do Rei da Tailândia, maior evento da modalidade.
Isso nos mostra a potencialidade dos jogadores brasileiros em se adaptar a essa modalidade esportiva. Prova disso é a grande aceitação deste esporte quando apresentado a crianças e jovens.

## A bola
O destaque é a bola, originalmente feita de rattan (um tipo de bambu). Em 1982, foi lançada a bola de tecido sintético (plástico). Os principais fabricantes das bolas sintéticas são Gajah Emas e Marathon que se encontram respectivamente na Malásia e Tailândia. Nas competições oficiais são utilizadas as bolas de material sintético.
http://www.takraw.com.br/logo/st_ball.jpg

## No Brasil
No Brasil esta modalidade é recente. A prática teve início em 1998 e desde o ano 2000 o Brasil participa da Copa do  Rei (King's Cup Sepaktakraw World Championship). O Brasil tem obtido resultados expressivos no cenário internacional.
Existem as federações:
- Associação Brasileira de Takraw (ABT) - www.takraw.com.br - Pioneiros no esporte no âmbito nacional, os Pernambucanos contam com a Associação Brasileira de Takraw (ABT), que tem sua sede na cidade de Olinda, estado de Pernambuco, onde é possível encontrar também a primeira quadra para prática do esporte do Estado.
- Federação Paulista de Sepak Takraw (FPST)